# 山田養蜂場
株式会社山田養蜂場（やまだようほうじょう）是一家生產和銷售蜂產品的公司，公司總部位於日本岡山県苫田郡鏡野町。

## 概要
山田養蜂場開始製造蜂蜜、蜂王乳已有半世紀以上的歷史。是起源於先任會長山田政雄，希望能夠對身患心臟疾病的女兒的健康有所幫助而開始進行蜂王乳研究的。此後，不斷進行各種各樣的研究開發，實現了蜂王乳的大量生產，並希望其對祈禱健康生活的全國人民能夠有所幫助而開始了郵購方式。現在，以蜂王乳為中心，蜂膠、各種蜂蜜產品以及含有蜂王乳精華的化妝品——「RJ護膚系列」等，有超過100種的商品受到眾多人們的喜愛。

## 品牌歷史
1948年（昭和23年）山田政雄創辦養蜂場，面向全國消費者的直郵訂購方式開始流行。並得到了長久的發展。

山田政雄曾多年擔任當地苫田養蜂協會的會長，後來成為社長的山田英生大學畢業後當了三年白領職員，又回到父親身邊繼承為一名養蜂人。

該公司的郵購業務始於 20 世紀 50 年代末，主要是響應在全國百貨公司舉辦的產品展覽會上銷售的客戶的訂單。截至 1988 年，該公司已發展約有 6,000 名郵購會員。
1988年10月27日，時任公司負責人的山田政雄因腦溢血昏倒，兩天後的10月29日，因意外自家住宅也被燒毀。之後，當時任公司專務的山田英生接手了養蜂場的經營，並開始專注於擴大通訊銷售部門。

公司的通訊銷售最初以郵局的「包裹」和報紙廣告為主獲得客戶，隨後擴展到新聞板塊廣告和電視銷售，銷售額隨之迅速增長。

公司銷售額從1988年（昭和63年）山田政雄倒下時的1億圓，到1998年（1998年）的時突破100億日圓。此外，自1998年以來，一直致力於透過與消費者發送直郵郵件、電話等進行促銷活動、利用傳單等方式來吸引客戶，使公司進入良好的的發展階段。

公司最初開始製造和銷售蜂王乳，是因為山田政雄的女兒差榮出生時患有嚴重的先天性心臟病，山田政雄希望她盡可能健康才開始了蜂王乳的研究，而公司理念「為了每一個人」就是來源這個親情的軼事。

然而，差榮後來在岡山市一家醫院進行心臟手術時去世，享年14歲。
此外，基於公司理念，我們專注於環境和教育活動，並贊助了兒童故事圖畫書比賽和蜜蜂文庫等社會貢獻活動。

蜜蜂文庫從1999年開始每年不間斷的向日本全國約23,000 所小學捐贈圖書，在2008年捐贈實際結果來看，相當於每所學校獲得 12 本書。

公司與國內外的養蜂人合作，其銷售的日本國產蜂蜜與海外蜂蜜的比例為國內60%、海外40%，成為日本最大的養蜂廠商之一，並逐漸形成網絡。

該公司最暢銷的海外蜂蜜是來自羅馬尼亞的洋槐蜂蜜，為此該公司開闢了專門進口路線，採用與高端葡萄酒相同的冷藏集裝箱進行運輸。
- 專注生產

同時也專注於國內和國際蜂王乳的生產，從海外進口蜂王乳份額約為40%。
公司也專注於日本蜂王乳的生產，約佔全日本生產數量的30%。
- 注重研發

成立了蜜蜂健康科學研究所和免疫分析研究中心。

提供1億日圓的蜜蜂研究補助金，幫助研究開發和年輕研究人員的培訓

## 企業歷史
- 1948年 山田政雄開始飼養日本本土種蜜蜂。取名山田養蜂場。
- 1951年 引進歐洲蜜蜂，開始規模化養蜂。
- 1956年 在鏡野町設置定點養蜂場。
- 1958年 「山田式蜂蜜管狀充填機」試做成功。日本第一家開始生產販賣管狀蜂蜜。
- 1960年 在山田家生下患有先天性心臟病的女兒後，創始人開始研究蜂王乳，並利用獨家開發的技術成功大量生產了蜂王乳。之後，將蜂王乳銷售並將其商業化。

大約在這個時候，山田養蜂場開始參加全國各地百貨公司的產品展覽，並開始向購買其產品的顧客進行直郵銷售。
- 1983年 山田英生（現社長）作為専務參與公司事務。
- 1990年 創立株式會社ミコー。開始組建通信販売部門、創立会員制度。同年開發銷售人氣蜂王乳產品「KING500」。
- 1993年 設立電話客服中心。
- 1994年 山田英生就任社長。開始進軍低價格保健食品市場
- 1995年 設立株式會社山田養蜂場。將電話行銷業務擴展至全國
- 1996年 達成全日本蜂王乳市場佔比20%。Kurorera出貨量單月達成日本第一
- 1997年 新建總公司辦公樓、工廠。將製造與配送全方位覆蓋。
- 1998年 開始販賣配合蜂王乳精華的基礎保養品「RJ」系列。
- 2000年 株式会社山田養蜂場資本金增資至3,000万日元。
- 2001年 式会社山田養蜂場資本金增資至1億日元。

因業務擴展，對總公司辦公樓及工廠進行了擴建和裝修。在總公司內開設直營店「Little Bee House」。在公司大樓周圍種植了60種不同類型的30,000棵樹木。

利用獨家專利技術開發出革命性的*增強了蛋白質的吸收的蜂王乳。
※特許取得（特許第3522210）
- 2002年 運用獨家專利技術開發的酵素分解蜂王乳，並運用到蜂王乳產品中開始販賣
- 2004年 開始販賣以花與蜂蜜為基調的「Honey LAB」保養品系列。
- 2006年 「蜜蜂健康科学研究所　※現：山田養蜂場 健康科学研究所」竣工。

同年，化妝品製造・銷售的ROSEET株式會社成為山田養蜂場集團旗下公司。
- 2007年 保健食品·飲料等OEM委託製造的株式會社ルナYBF（現：株式會社Supplement Japan）成為山田養蜂場集團旗下公司。

同年，受託研究免疫關聯的測定，研究的免疫分析研究中心株式會社成為山田養蜂場集團旗下公司。
- 2008年 設立「蜜蜂研究補助基金」。同年贊助35名研究者的研究。

同年，開發銷售蜂王乳高含量產品「王乳之華」。

※取得新酵素処理製法專利（特許第3994120）/新酵素処理蜂王乳安定化製法專利（特許第4182366）

同年，設立観光農園「株式會社　山田蜜蜂農園」。
- 2010年 設立僱傭身心障礙人士的特殊子公司株式會社BeeHappy。

同年，在東京・横浜・兵庫・鏡野町開設共計8直營店舗。
- 2011年 發售「山田養蜂場的蜂蛹」。

同年，成為當地女子足球隊「岡山湯郷ベル」的主要贊助商。

同年，獲得「（財）日本健康栄養食品協会GMP認証」。

同年，「美容」與「健康」為中心開展電話行銷業務的株式會社Natural Garden成為山田養蜂場集團旗下公司。
- 2013年 工廠獲得食品安全管理系統國際標準ISO22000認證。

同年，東京、名古屋等直營店鋪開張，總計14家直營店。
- 2015年 山田養蜂場第一工廠竣工，配備了全新的製造和物流設備，並獲得「（社）日本健康食品規格協会健康食品GMP認定」。[2]
- 2016年 美國保健食品開發銷售的株式會社LifeSeasons成為山田養蜂場集團旗下公司。

同年，世界首發配合了由蜂產品中發現的「蜂蜜乳酸菌YB38」的「蜂蜜乳酸菌Senior」。

同年，化妝品開發販賣的株式會社pdc成為山田養蜂場集團旗下公司。
- 2018年 設立台灣山田養蜂場股份有限公司。
- 2019年 與專門研究阿茲海默症等神經退化性疾病的加州大學神經病學系名譽教授 Dale Bredesen 醫學博士簽署了認知症對策計畫的基本協議。

由 Bredesen博士監修，配合蜂膠等5種天然成分的認知症對策產品「Non-ALZ Bee」發售。
- 2021年 認知症對策產品「Non-ALZ Bee」成為機能性表示食品。

## 主要產品分類
- 蜂王乳
- 蜂膠
- 蜂蜜食品
- 保養品
- 保健食品

## 日本直營店舗
- Little Bee House（總公司内）
- 山田養蜂場お菓子工房 BunBun Factory（岡山）
- 山田養蜂場 岡山一番街店（岡山）
- 山田養蜂場 AEON MALL 岡山]]店（岡山）
- 岡山天満屋 山田養蜂場SHOP（岡山）※
- 山田養蜂場 岡山髙島屋店 ※
- 山田養蜂場 近鉄百貨店|近鉄阿倍野HARUKAS店（大阪）
- 山田養蜂場 阪神百貨店|阪神梅田本店（大阪）※
- 山田養蜂場 阪急西宮Gardens|西宮Gardens店（兵庫）
- 山田養蜂場 Atre吉祥寺店（東京）
- 山田養蜂場 東京八重洲店（東京）※
- 山田養蜂場 東武百貨店池袋店（東京）※
- 山田養蜂場 小田急百貨店|小田急町田店（東京）※
- 山田養蜂場 京王百貨店新宿店（東京）※
- 山田養蜂場 松坂屋名古屋店（愛知）※

※為免稅店鋪

## 関連企業
- 株式會社山田養蜂場本社
- ROSETTE株式會社
- 株式會社Supplement Japan
- 株式會社Natural Garden
- 株式會社pdc
- 免疫分析研究中心株式會社
- 株式會社山田蜜蜂農園
- 株式會社Bee Happy
- 浙江江山山田蜂業有限公司
- 山田蜂業商貿（上海）有限公司
- 株式會社LifeSeasons
- 台灣山田養蜂場股份有限公司

## 関連項目
- 養蜂
- 蜜蜂
- 岡山湯郷Belle（2011年起成為球隊主要贊助商）

## 外部連結
- 山田養蜂場 （页面存档备份，存于）
- 山田養蜂場 健康科学研究所 （页面存档备份，存于）
- 山田養蜂場 みつばち農園 （页面存档备份，存于）
- 山田養蜂場【公式】的X（前Twitter）
- 山田養蜂場 / Yamada Bee Farm的Facebook專頁
- 山田養蜂場的Instagram帳戶
- YouTube上的
- ロゼット株式会社
- （页面存档备份，存于）